# Maxentius (Aquileia)
Maxentius (italienisch Massenzio; † 837 wohl in Aquileia) war von Mitte 811 bis zu seinem Tod Patriarch von Aquileia. Ihm gelang es, seinen Residenzort wieder von Cividale nach Aquileia zurückzuverlegen. Bei seiner vielfältigen Tätigkeit im gesellschaftlichen wie im urbanistischen, im theologischen wie im politischen Bereich erfreute er sich der kaiserlichen Unterstützung. Dabei bemühte er sich um Angleichung an die römische Disziplin und Doktrin.

## Leben
Weder Geburtsdatum noch -ort sind bekannt, auch über seine Herkunft ist nichts überliefert, ebenso wenig wie über seinen innerkirchlichen Aufstieg. 

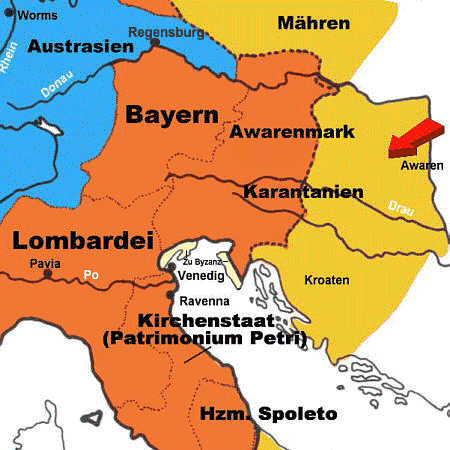
Fränkische Gebiete um die Ostalpen mit Karantanien und dem Grenzfluss Drau

Am 14. Juni 811, kurz bevor Maxentius den Patriarchenstuhl bestieg, intervenierte Karl der Große zugunsten des Patriarchats. Seine Absicht, dessen Bedeutung zu heben und seine Einheit zu sichern, verfolgte er auf mehreren Ebenen. In einer Urkunde legte er die Grenzen der Diözese Aquileia fest, womit er einen Streit mit dem Erzbistum Salzburg zu schlichten versuchte, bei dem es um die Zugehörigkeit Karantaniens ging, genauer gesagt um die Jurisdiktion über dieses Gebiet. Darin machte Karl den Lauf der Drau zur Grenze zwischen den Diözesen.
Mit der Rückkehr des Patriarchen an seinen ursprünglichen Residenzort endete die lange Niedergangsphase der Stadt Aquileia, denn nun entstand durch die rege Bautätigkeit auch Zuzug von Handwerkern und ihren Familien, sowie von Händlern. Dazu trugen noch mehr kaiserliche Schenkungen und die Überlassung von Ressourcen in Form von Land an Maxentius bei. Zugleich erhielt der Patriarch freie Hand bei der Wahl seiner Suffraganbischöfe im der Fläche nach größten Bistum Europas. Es erstreckte sich über ein Gebiet, das im Norden an die Karnischen und Julischen Alpen grenzte, im Westen an den Tagliamento und im Süden, über Istrien hinweg an die Adria.
Karls Sohn und Nachfolger Ludwig der Fromme verfolgte den väterlichen Kurs an dieser Stelle weiter. 819 übertrug er Maxentius die den Aufständischen entzogenen Güter. 824 wurden neue Gebiete um Muzzana und an der Gail dem Bistum angegliedert, und 830 wurde darüber hinaus das Frauenkloster Santa Maria in Valle in Cividale, bis dahin königlicher Besitz, Maxentius übertragen.
Am 6. Juni 827 trat in Mantua eine Synode zusammen, die sich mit der Frage des Vorrangs und der Legitimität der Vormachtstellung Aquileias gegenüber den norditalienischen Diözesen, insbesondere gegenüber derjenigen von Grado, befasste. Der dortige Patriarch Venerius, der durch päpstlichen Bescheid auch die Kontrolle über die venezianische Lagune besaß, die noch in byzantinischer Hand war, ebenso wie die Lagune von Grado, stritt um die Vormundschaft über Istrien, das 770 von den Langobarden besetzt worden war und das nun zum Frankenreich gehörte. Die Jurisdiktion über diese Region wurde von der Synode dem Patriarchen von Aquileia zuerkannt. Das Patriarchat Grado wurde sogar wieder der Kirche von Aquileia unterstellt, wenn dies auch nicht auf Dauer gelang. Dies hing damit zusammen, dass Kaiser Karl sich 803 an Fortunatus II., den Patriarchen von Grado, als „Venetiarum et Istriensium patriarcha“ gewandt, womit er dessen Obödienzforderungen mit Blick auf die istrischen Bistümer legitimiert hatte. Andererseits war Fortunatus 821 gestürzt worden und kurz vor der Mantuaner Synode in Rom gestorben.
Maxentius ließ die spätantike Basilika in Form eines lateinischen Kreuzes umbauen. Darüber hinaus wurde der Fußboden mit Mosaik- und Marmorplatten verziert, und auch die Dekoration der Stufen des Bischofsstuhls wird Maxentius zugeschrieben.  Eine wesentliche Neuerung war die Krypta, in der sich die bedeutendsten Reliquien des Friaul befanden. Sie wurde, verbunden durch einen Gang mit beidseitigen Arkaden, an die Ostseite der Kirche angebaut, zugleich erhielt sie Seitenkapellen, die insgesamt die Wirkung eines Querschiffes erzielten. Zudem ist wohl die Gründung des Benediktinerklosters San Martino alla Beligna auf seine Bauintentionen zurückzuführen.
Zugeschrieben werden dem Patriarchen die Epistola ad Carolum Magnum imperatorem de significatu rituum baptismi und die Collectanea de antiquis ritibus baptismi. Damit antwortete Maxentius auf Bemühungen Kaiser Karls, die lokalen Gebräuche festzustellen. Maxentius bezieht sich weitgehend auf das Gelasianische Sakramentar. Insgesamt scheint Maxentius die römische Ordnung respektiert zu haben, ohne sich von den lokalen Riten seiner Kirche beeinflussen zu lassen. Dabei betrifft der vierte von sechs Abschnitten das Symbol des Glaubens. Maxentius zeigt sich darin zwar als entschiedener Gegner lokaler Kulte, die der römischen Tradition widersprachen, erwies sich aber zugleich als wichtiger Zeuge für deren tatsächliche Existenz auf dem Gebiet seiner Diözese. Die Collectanea, die wahrscheinlich nur beigefügt waren, boten ihrerseits einige disziplinäre und doktrinäre Klarstellungen zur Bedeutung und Rolle der Katechumenen und Neophyten.